# کایل نوتون
کایل نوتون (انگلیسی: Kyle Naughton؛ زاده ۱۱ نوامبر ۱۹۸۸) یک بازیکن فوتبال است.